# Tour della nazionale maschile di rugby a 15 delle Samoa Occidentali 1989
Non invitata alla Coppa del Mondo di rugby 1987, la nazionale di Samoa sarà la grande rivelazione dell'edizione successiva, quando eliminerà il Galles e conquisterà i quarti di finale.
Nel 1989 visitano l'Europa, limitandosi però a paesi di secondo livello. Il clou è il match con la Romania perso per 24-32

## Risultati
| settembre 1989 | Germany North West | 0 – 118 | Samoa XV |  |

| 30 settembre 1989 | Germania Ovest | 9 – 54 | Samoa |  |

| Bruxelles 7 ottobre 1989 | Belgio | 8 – 37 | Samoa |  |

| Bucarest 14 ottobre 1989 | Romania | 32 – 24 | Samoa |  |